# Plorec-sur-Arguenon
Plorec-sur-Arguenon (en bretó Ploareg) és un municipi francès, situat a la regió de Bretanya, al departament de Costes del Nord. L'any 1999 tenia 398 habitants.

## Demografia
| 1962                                       | 1968 | 1975 | 1982 | 1990 | 1999 |
| ------------------------------------------ | ---- | ---- | ---- | ---- | ---- |
| 483                                        | 551  | 502  | 503  | 473  | 398  |
| Des de 1962: població sense dobles comptes |      |      |      |      |      |

## Administració
| Període   | Identitat      | Partit |
| --------- | -------------- | ------ |
| 2001-2008 | Robert Fairier |        |
| 2008-     | Roger Kubryk   |        |